# Hotel Bristol (Berlin)

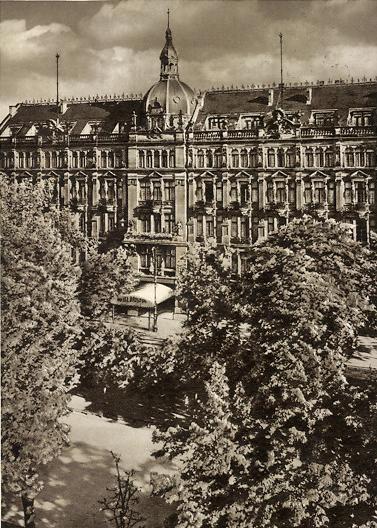
Hotel Bristol an der Straße Unter den Linden, Berlin, um 1910

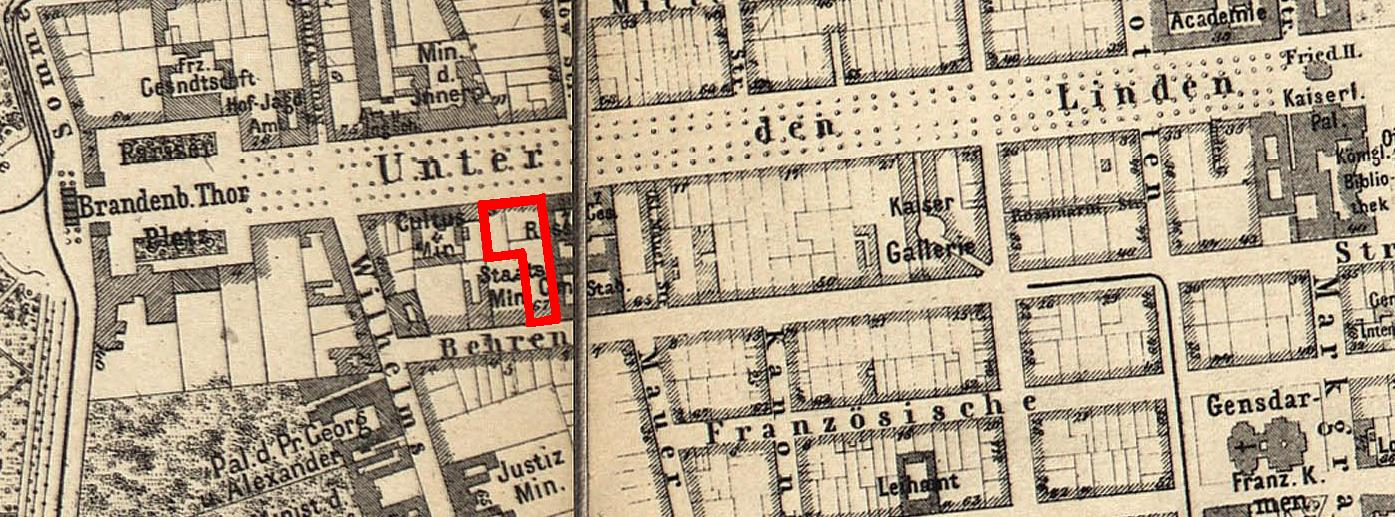
Das Hotel Bristol lag an der Berliner Prachtstraße Unter den Linden, alte Nr. 5–6. Ausschnitt aus dem Berlin-Plan von Sineck, 1882.

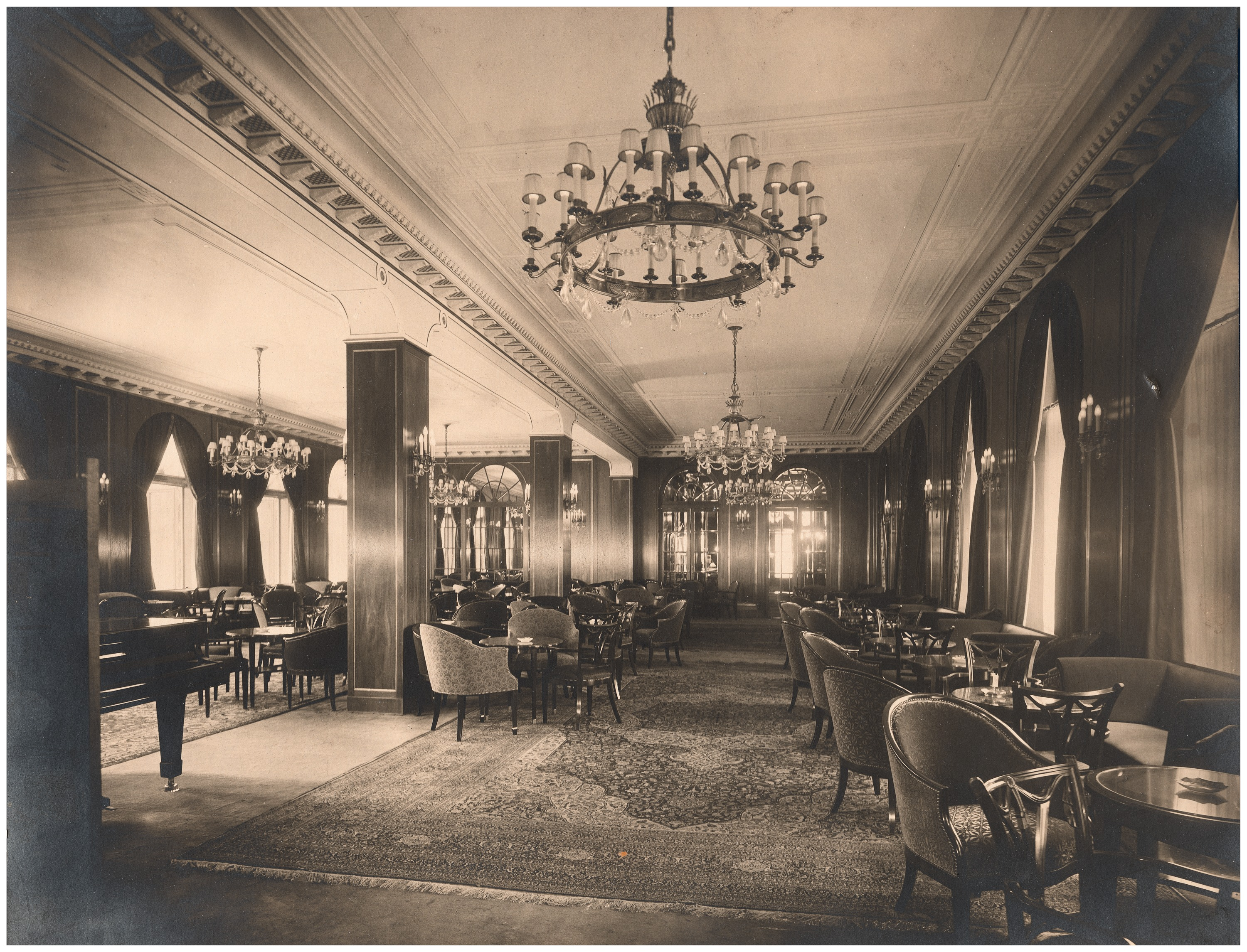
Teehalle

Das Hotel Bristol war eines der vornehmsten Berliner Hotels des ausgehenden 19. und frühen 20. Jahrhunderts. Es stand in der südlichen Dorotheenstadt auf der Südseite der Straße Unter den Linden. 1944 wurde es bei einem Bombenangriff vollständig zerstört.

## Geschichte

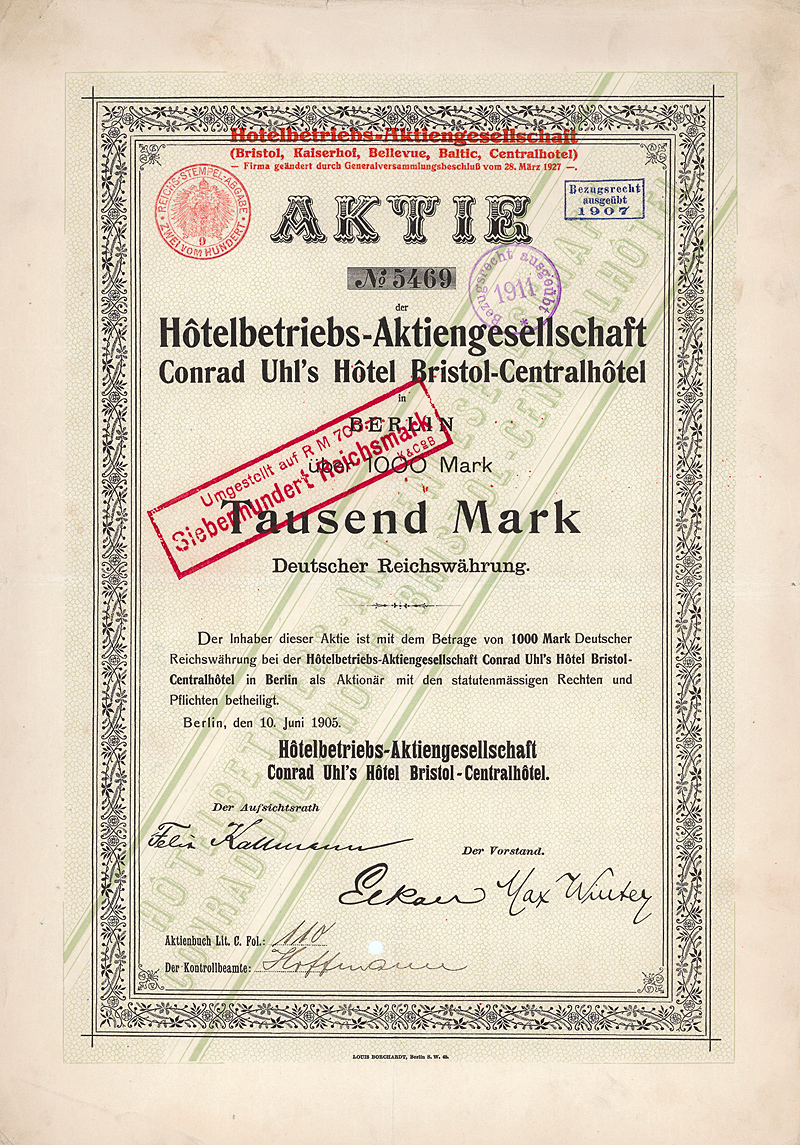
Aktie über 1000 Mark der Hotelbetriebs-AG Conrad Uhl's Hotel Bristol-Centralhotel vom 10. Juni 1905

Das Hotel Bristol wurde in einer Epoche des wirtschaftlichen Aufschwungs und eines stetig zunehmenden Reise- und Geschäftsverkehrs erbaut. Es entstand in den Jahren 1890 bis 1891 nach Plänen von Gustav Georg Carl Gause für Conrad Uhl, fünfzehn Jahre nach dem damals führenden Luxushotel Kaiserhof (erbaut 1873–1875) und dem mit diesem konkurrierenden Central-Hotel (erbaut 1880–1881). Für den Neubau des Hotels Bristol mussten zwei Wohnhäuser abgerissen werden, die sich im Besitz des Geheimen Commerzienraths Liebermann befunden hatten. Es hatte zunächst die Adresse Unter den Linden 5–6; nachdem 1936/1937 die Nummerierung der Gebäude in dieser Straße geändert worden war, die Nummer 65. Das Hotelgrundstück reichte rückwärtig bis zur Behrenstraße 67.
Im Jahr 1904 erwarb die Hotelbetriebs-Aktiengesellschaft (Kempinski AG bis 1926; danach Aschinger bis Kriegsende) das Hotel Bristol (Unter den Linden). Dabei zahlte das Unternehmen für das Grundstück Unter den Linden über 10 Millionen Mark, während es das mit 1,2 Millionen Mark Buchwert taxierte Grundstück Behrenstraße im Zuge der Liquidation der Firma Conrad Uhl’s Hotel Bristol AG übernahm.
1914 verlangte der damalige Polizeipräsident Traugott von Jagow, alle Einrichtungen mit englischen und französischen Namen mit deutschen Namen zu versehen; diese Anordnung zur Umbenennung wurde von einigen Hotels befolgt. Das Hotel Bristol behielt jedoch seinen Namen.
Nachdem das zur Behrenstraße gelegene rückwärtige Dachgeschoss des Hotels, mehrere Etagen und die Hotelbar bereits am 23. November 1943 schwer beschädigt wurden, zerstörte ein weiterer Luftangriff der Alliierten das Hotel Bristol am 15. Februar 1944 vollständig. Nach dem Zweiten Weltkrieg baute die Sowjetunion auf dem Gelände des einstigen Hotels ihre Botschaft in Berlin.

## Standard und Leistungen
Das Hotel Bristol galt als eines der vornehmsten Luxushotels der Reichshauptstadt Berlin. Es verfügte 1904 über 350 Zimmer und einen Garten. Ein Hotelexperte bezeichnete es in einem 1905 erschienenen Reiseführer als „das internationalste“ der Berliner Hotels, als das mit dem „stärksten gesellschaftlichen Finish“ und bescheinigte dem hochpreisigen Hotel eine „amerikanisch-englische Vorherrschaft“. Später verfügte das Hotel über 515 Salons, Wohn-, Schlaf- und Badezimmer. Darüber hinaus waren ihm ein Restaurant und in den 1930er Jahren die Bristol-Bar angeschlossen. Ebenso lieh es der später eröffneten Bristol-Konditorei am Kurfürstendamm seinen Namen. Das Haus leistete sich natürlich auch eine erlesene eigene Hauskapelle, die dort sowohl Salon- als auch Tanzmusik spielte und die der berühmte deutscher Geiger und Kapellmeister Ilja Livschakoff bis 1932 leitete.

## Bekannte Vorkommnisse und Gäste
- Am 30. September 1897 fand ein Vorgänger der ersten Internationalen Automobilausstellung im Hotel Bristol statt. Acht Wagen wurden damals präsentiert.
- Im April 1904 wohnte Ferdinand Sauerbruch im „Bristol“, das später sein Lieblingshotel wurde und auch in den 1930er Jahren eine seiner Stammgaststätten war, als er mit Johann von Mikulicz die Sauerbruchsche Unterdruckkammer bei einem Chirurgenkongress vorstellte.[7]
- Ab dem 1. August 1931 während seines Berlinaufenthalts wohnte George Bernard Shaw im Hotel Bristol.
- Am 27. Februar 1940 verstarb der deutsche Künstler und Architekt Peter Behrens im Hotel Bristol an Herzversagen.
- Paul Henckels und wohnte mit seiner Frau Thea Grodtczinsky ab Beginn des 2. Weltkrieges dauerhaft im Hotel Bristol. Während des Luftangriffs vom 23. auf den 24. November 1943 fanden sie mit anderen Bewohnern, darunter Gisela Uhlen, Walter Janssen, Hans Leibelt, dessen Frau Jenny Orf und Peter Ostermayr, im S-Bahnhof Unter den Linden Schutz.[5]
- Bei der Zerstörung des Hotels Bristol durch alliierte Fliegerbomben am 15. Februar 1944 kamen u. a. der niederländische nationalsozialistische Bauern-Funktionär Jan Barendregt, der niederländische Reichslandbauberater J.R. Vries und der deutsche Gebietskommissar Lohrmann, Leiter des Ostwerks Ukraine, ums Leben.[8]

## Das Hotel Bristol in der Literatur
Wohl erstmals literarisch erwähnt wurde das Hotel Bristol in Theodor Fontanes Roman Der Stechlin. Der alte Dubslav von Stechlin wird im Bristol einquartiert, als er in Berlin der Hochzeit seines Sohnes Woldemar mit Komtesse Armgard von Barby beiwohnt. Fontane lässt den alten Stechlin urteilen: „Alles ersten Ranges, kein Zweifel, wozu noch kommt, dass mich der bloße Name schon erheitert, der jeden Mitbewerb neuerdings so gut wie ausschließt […] wie damals mit den Witzen, so heute mit den Hotels. Alle müssen ‚Bristol‘ heißen. Ich zerbreche mir den Kopf darüber, wie gerade Bristol dazu kommt. Bristol ist doch am Ende nur ein Ort zweiten Ranges, aber Hotel Bristol ist immer prima.“
Vicki Baum sammelte ihre Erfahrungen zu dem Roman Menschen im Hotel in den 1920er Jahren als Zimmermädchen im Hotel Bristol.
In seiner Autobiografie erwähnt der Chirurg Sauerbruch einige Details zu seinem Lieblingshotel.
Im Kriminalroman Olympia von Volker Kutscher übernachtet Abraham Goldstein im Bristol.